# Statue équestre d'Henri IV
La statue équestre d'Henri IV est un monument situé sur la place du Pont-Neuf à Paris, en France. Il a été inauguré en 1818. Cette statue en bronze du sculpteur François-Frédéric Lemot représente Henri IV à cheval, couronné de laurier et tenant un sceptre. Elle remplace une première statue équestre de 1614, commandée par Marie de Médicis et abattue en 1792, ainsi qu'une seconde statue provisoire érigée en 1814.

## Description
La statue est située derrière la place Dauphine, sur le Pont Neuf qui prolonge la rue Dauphine (dont la construction est, pour tous les trois, ordonnée par Henri IV).
Faite de bronze, elle représente le roi de France Henri IV en armure, couronné de laurier et tenant un sceptre à fleurs de lys dans sa main droite. Henri IV regarde dans la direction du quai des Orfèvres, tandis que le cheval regarde le quai de l'Horloge.
La statue est posée sur un piédestal sur les flancs duquel on peut voir des bas-reliefs.
Sur l'avant du piédestal est inscrit en latin :
« HENRICI · MAGNI

PATERNO · IN · POPVLVM · ANIMO

NOTISSIMI · PRINCIPIS

SACRAM · EFFIGIEM

CIVILES · INTER · TVMVLTVS

GALLIA · INDIGNANTE · DEIECTAM

POST · OPTATVM · LVDOVICI · XVIII · REDITVM

EX · OMNIBVS · ORDINIBVS · CIVES

AERE · COLLATO · RESTITVERVNT

NEC · NON · ET · ELOGIVM

CVM · EFFIGIE · SIMVL · ABOLITIVM

LAPIDI · RVRSVS · INSCRIBI

CVRAVERVNT

D(ONO) D(EDERVNT)

DIE · XXV · MENS(IS) · AUG(USTI) · MDCCCXVIII »
ce qui signifie :

« La statue vénérée du prince Henri le Grand, très connu pour ses sentiments paternels envers le peuple, abattue à l'indignation de la France lors des troubles qui secouèrent l'État, après le retour souhaité de Louis XVIII des citoyens de toutes les classes sociales la rétablirent en s'étant cotisés, firent aussi graver une seconde fois dans la pierre l'inscription honorifique détruite en même temps que la statue et les offrirent comme don le vingt-cinquième jour du mois d'août 1818. »

À l'arrière est gravé :
« ERRICO · IV

GALLIARVM · IMPERATORI · NAVAR(RÆ) . R(EGI)

LVDOVICVS · XIII · FILIVS · EIVS

OPVS · INCHOATVM · ET · INTERMISSVM

PRO · DIGNITATE · PIETATIS · ET · IMPERII

PLENIVS · ET · AMPLIVS · ABSOLVIT

EMIN(ENTISSIMVS) · D(EI) · G(RATIA) · RICHELIVS

COMMVNE · VOTVM · POPVLI · PROMOVIT

SVPER(IORES) · ILLVSTR(I) · VIRI

DE · BVLLION · BOVTILLIER · P(RÆFECTI) · AERARII · F.(RANCIÆ)

FACIENDVM · CVRAVERVNT

MDCXXXV »
ce qui signifie :

« Pour Henri IV, empereur des Gaules, roi de Navarre, en raison de son estime, remarquablement plein de piété filiale et particulièrement fort de son autorité, son fils Louis XIII acheva ce monument commencé mais interrompu. Richelieu, éminentissime par la grâce de Dieu, mit en avant le désir général du peuple, les célèbres hommes distingués de Bullion et Bouthillier, surintendants des finances de France, veillèrent à son accomplissement en 1635. »

Vues de détail
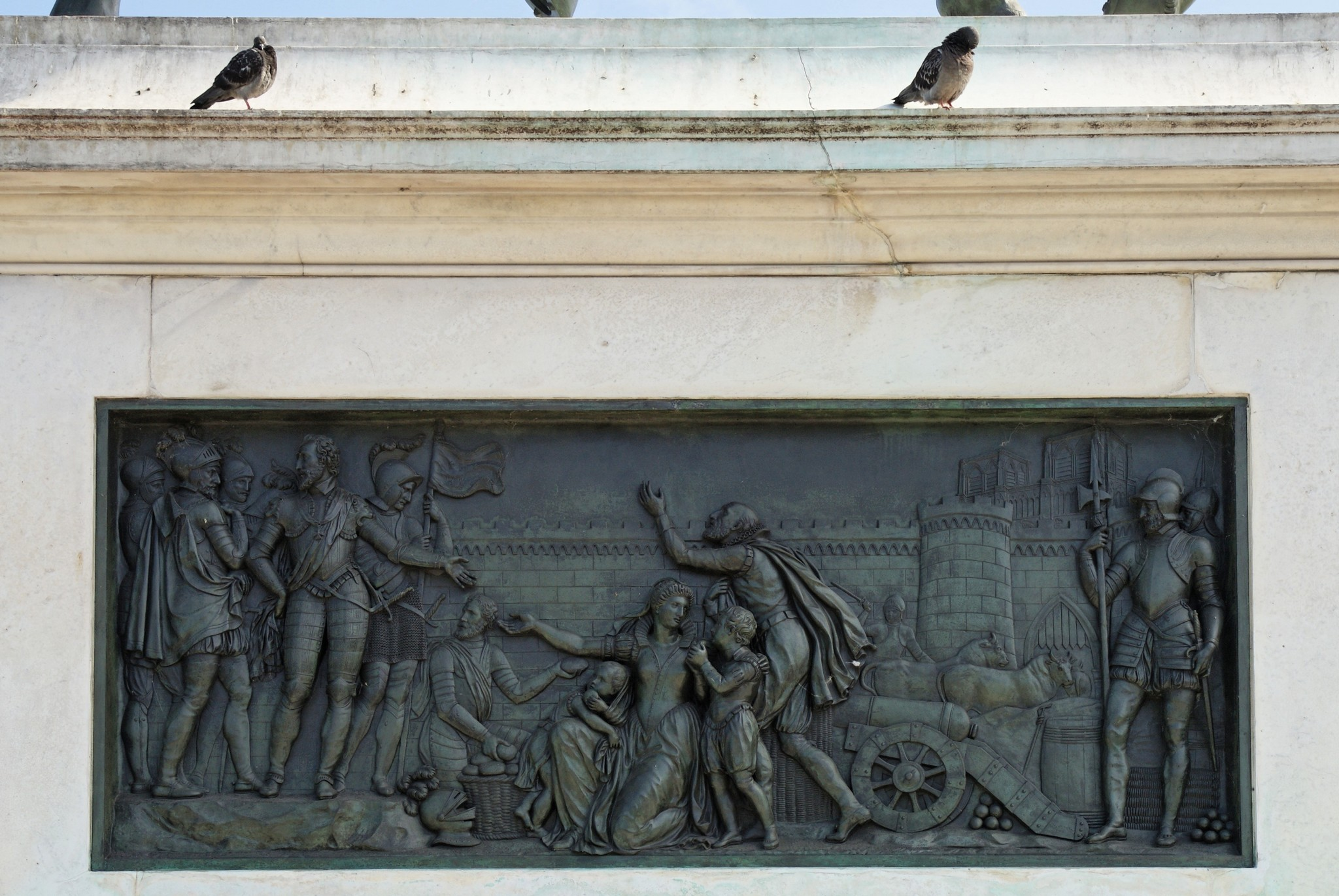
Bas-relief côté sud : Henri IV fait entrer des vivres dans Paris assiégé[2].
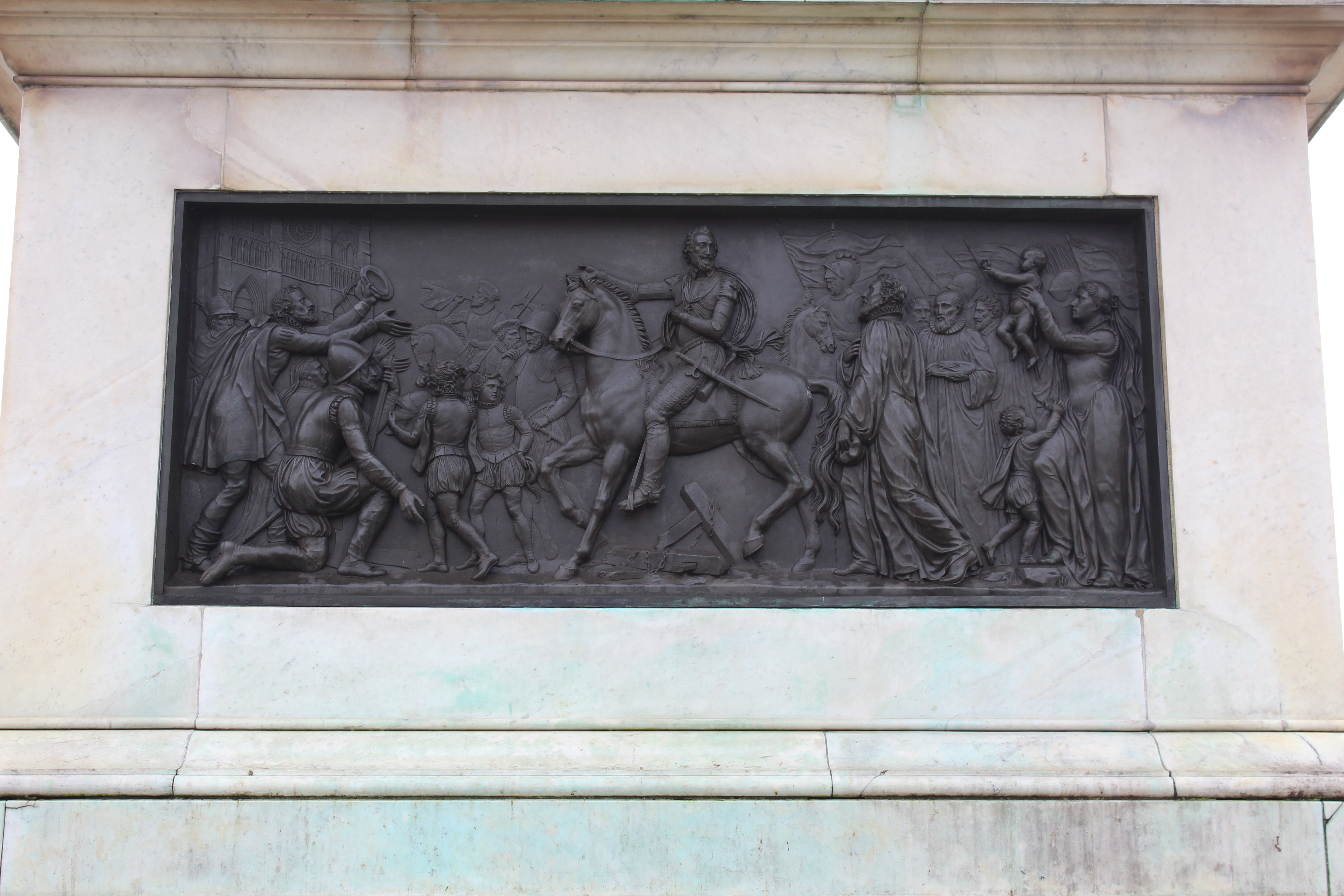
Bas-relief côté nord : Henri IV entre à Paris en 1594[2].
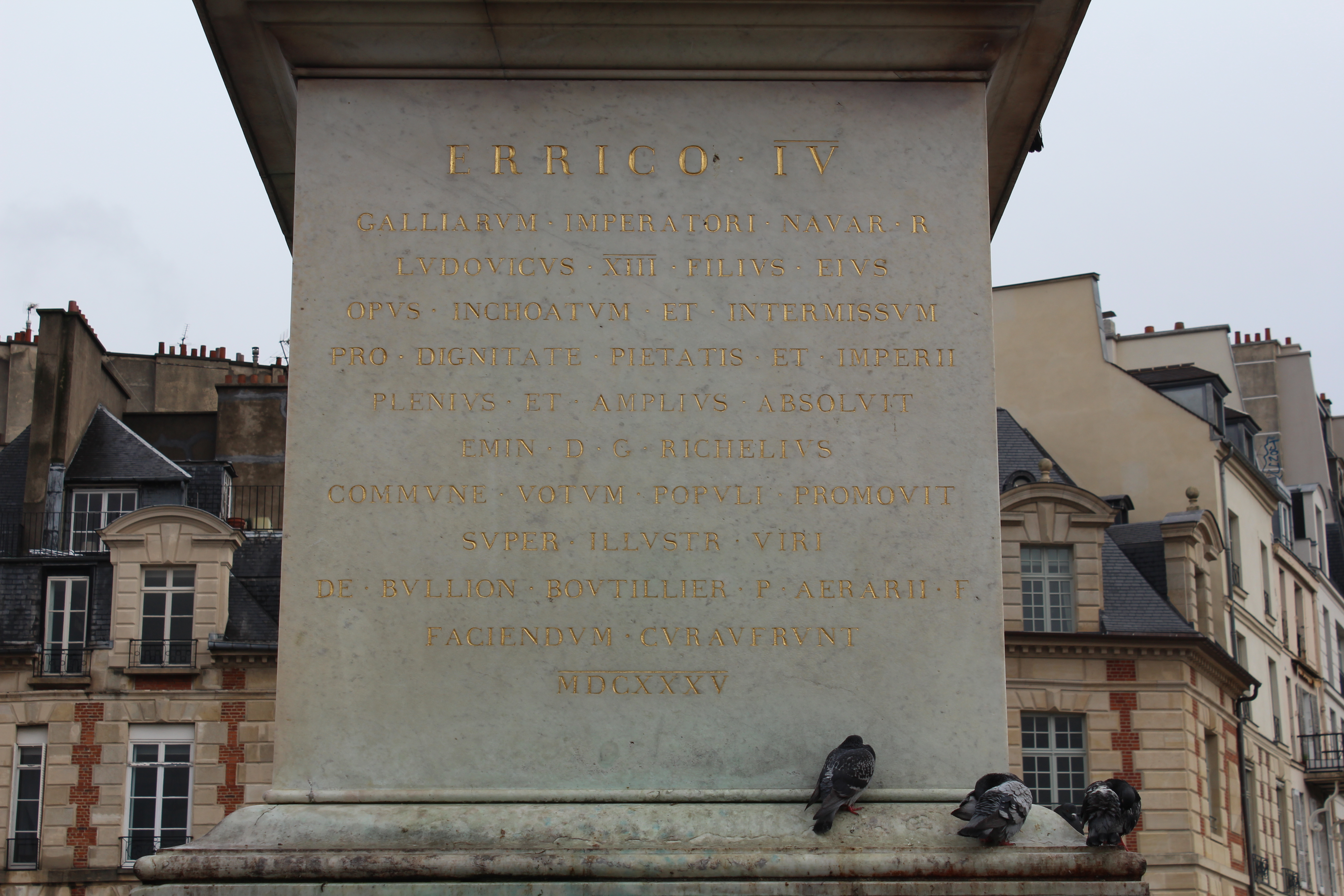
Inscription à l'arrière du piédestal.

## Localisation
La statue est située dans le 1er arrondissement de Paris, sur la place du Pont-Neuf, vers la pointe occidentale de l'île de la Cité. Elle occupe le centre d'une petite esplanade située au milieu du pont Neuf, au débouché de la place Dauphine, elle domine le square du Vert-Galant.

## Histoire

### Statue de 1614
La première statue équestre d'Henri IV est une initiative de Marie de Médicis. Exécutée par Jean Bologne et Pietro Tacca, elle fait partie de la composition de la place Dauphine et est inaugurée le 23 août 1614. Son piédestal est achevé en 1635. Il comportait à chaque angle une statue d'esclave, de style maniériste, réalisée par Pierre de Francqueville et son gendre Francesco Bordoni. Le cheval de bronze avait été envoyé à Marie de Médicis par Cosme II : terminé au début de mars 1611, il n'est embarqué qu’au début du mois de novembre 1613 sur un vaisseau de Livourne, qui fait naufrage au large de Savone; il reste un mois au fond de mer « et n'en fut retiré qu'avec beaucoup de peine et de frais ».
Les quatre captifs furent achevés en 1618. On les interprète comme « tantôt les quatre parties du monde, tantôt les quatre tempéraments de la médecine hippocratique ou encore les quatre âges de la vie ».
En 1628, on met en place cinq bas-reliefs réalisés par Barthélemy Tremblay et Thomas Boudin, représentant les batailles d’Arques et d’Ivry, l’entrée dans Paris, le siège d’Amiens et la prise de Montmélian.
En 1635, des inscriptions définitives sur le piédestal de la statue et sur une barrière métallique qui entoure le monument viennent remplacer les inscriptions provisoires posées auparavant ; elles mettent en avant Louis XIII et le cardinal de Richelieu et omettent le rôle joué par Marie de Médicis.
Le roi est représenté au naturel, souriant, en armure contemporaine.

Documents historiques
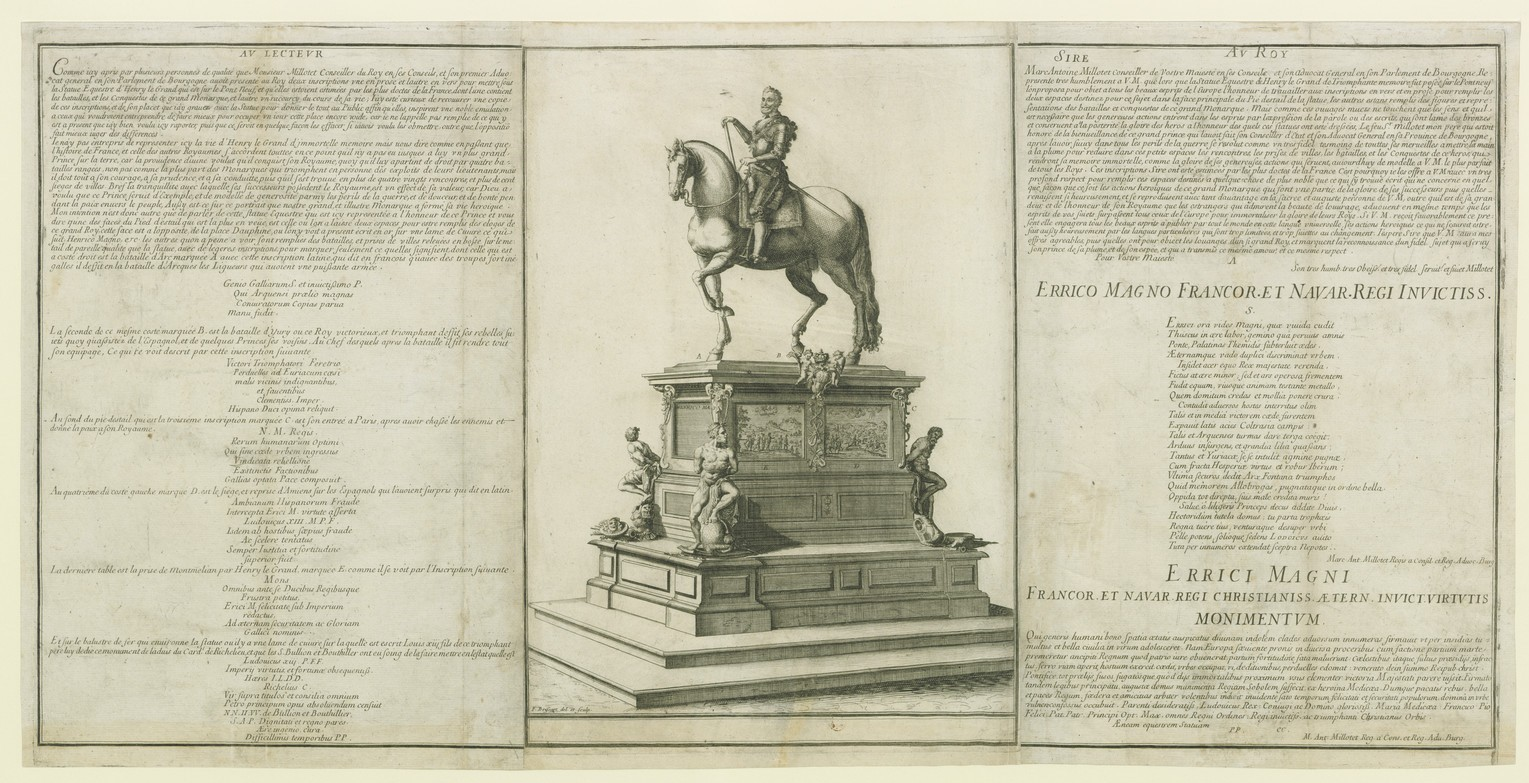
La statue en 1635, estampe de Pierre Brissart.
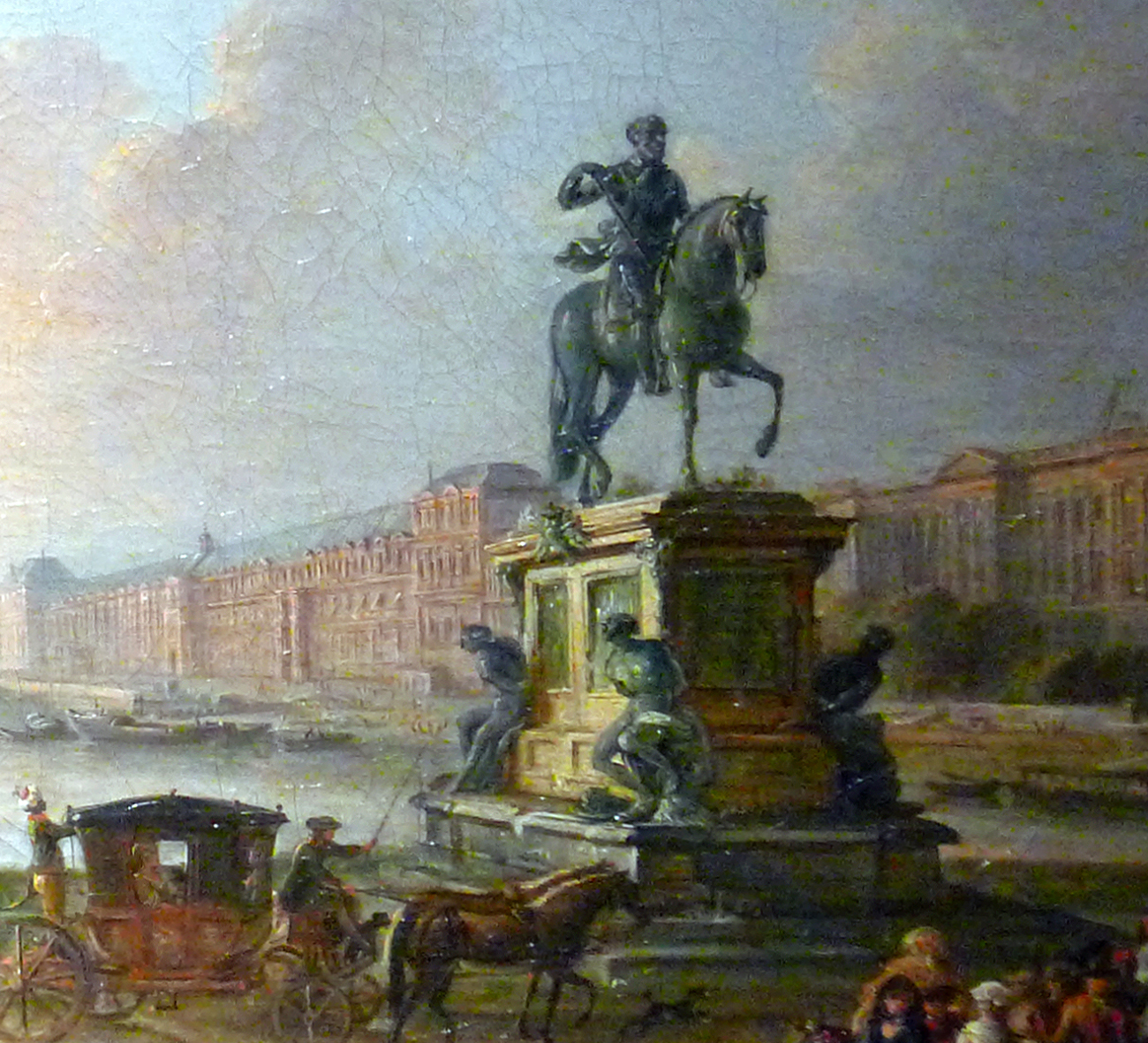
La statue vers 1775, tableau de Jean-Baptiste Lallemand (détail). Paris, musée Carnavalet.
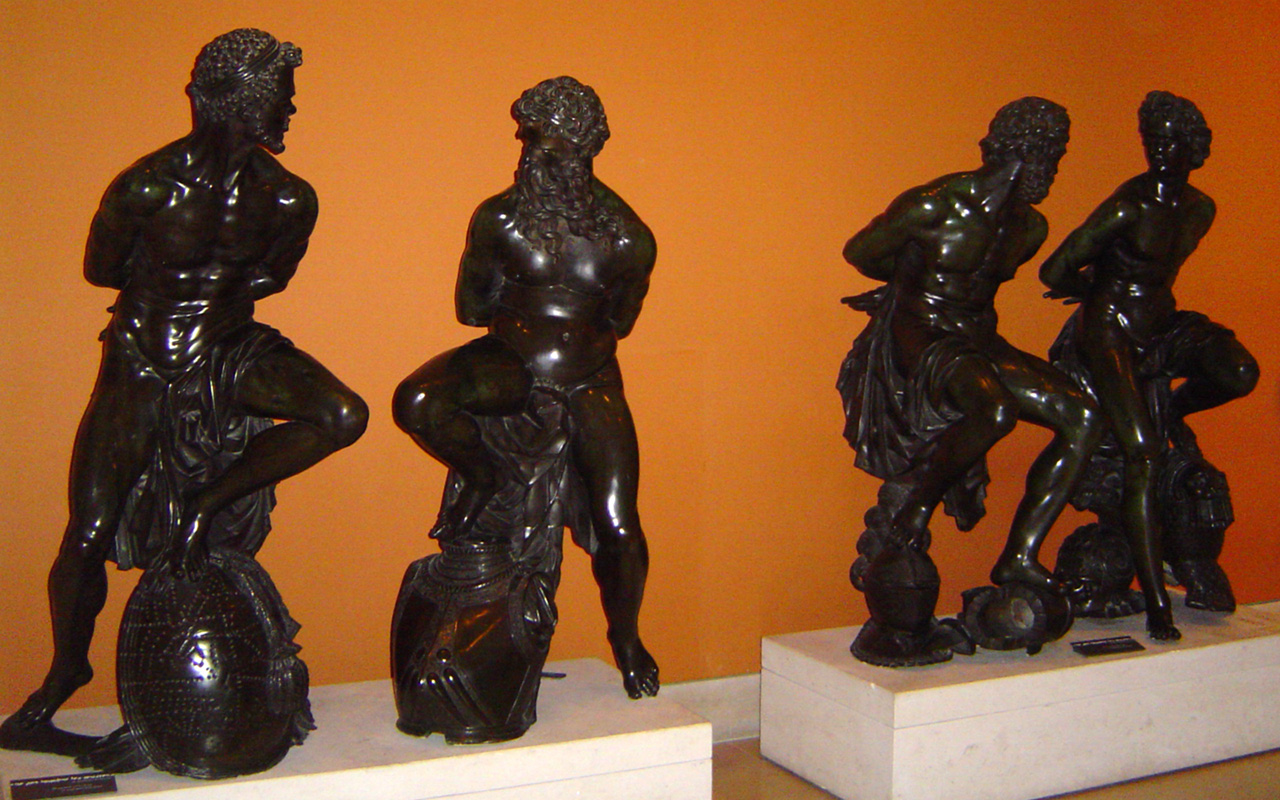
Les quatre esclaves, au musée du Louvre.
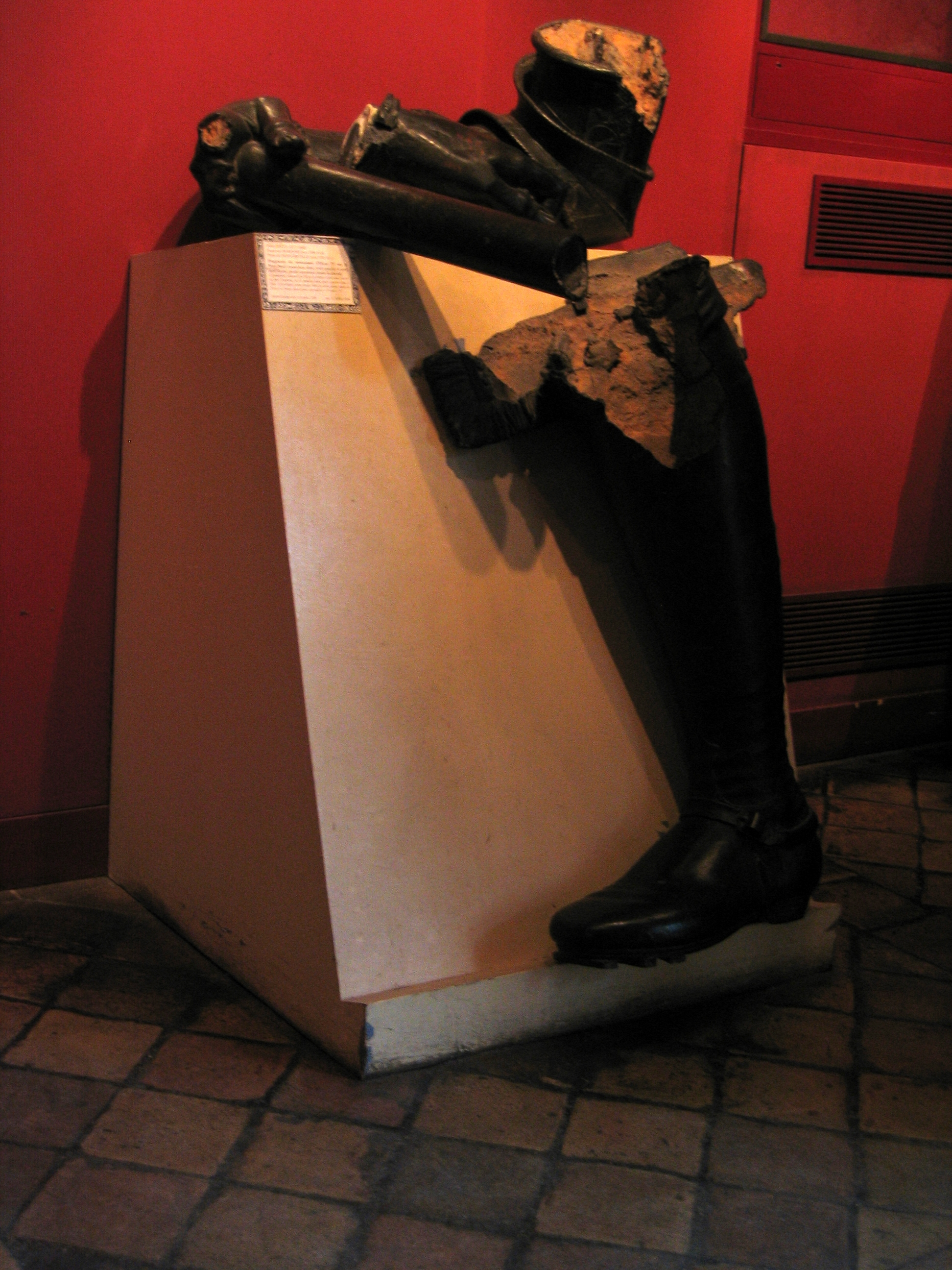
Morceaux de la statue conservés au musée Carnavalet.

En 1788, des « patriotes » forcent les passants à saluer la statue. Elle est abattue sous la Révolution française, le 12 août 1792. Les statues des captifs se trouvent désormais au musée du Louvre. Cinq morceaux sont retrouvés dans la Seine : la patte avant gauche du cheval, un élément du collier du roi, sa main gauche, sa botte gauche et son bras droit. Ils sont conservés au musée Carnavalet.

### Statue de 1814
Le 3 mai 1814, à l'occasion de l'entrée de Louis XVIII, une statue provisoire est exécutée par Henri-Victor Roguier à partir d'un moulage en plâtre d'un des chevaux du Quadrige de la porte de Brandebourg, dérobé par Napoléon en 1806 et stocké, faute de destination, aux Menus-Plaisirs puis repris par les Prussiens en 1814. Le socle de ce monument éphémère portait l'inscription : « Le retour de Louis fait revivre Henri ».

### Statue de 1818
La statue actuelle est l'œuvre du sculpteur François-Frédéric Lemot, qui s'inspira des quelques éléments originaux retrouvés (actuellement au musée Carnavalet) et peut-être de la tête qui se trouve de nos jours dans une collection particulière.
Selon la comtesse de Boigne et la duchesse d’Abrantes, estimant lui ressembler, le comte de Vaublanc, ministre de l'Intérieur et admirateur d'Henri IV s'impose comme modèle à Lemot,. La statue fut inaugurée le 25 août 1818, jour de la Saint-Louis. Lors de cette nouvelle érection, plusieurs objets furent placés à l'intérieur de la statue : des documents en parchemin relatifs à l'inauguration du monument, vingt-six médailles et trois ouvrages sur Henri IV. L'ensemble était placé dans le ventre du cheval et se trouve aujourd'hui conservé dans l'Armoire de fer aux Archives nationales, musée de l'histoire de France. Voici la liste des dix-huit pièces suivant les cotes des Archives nationales :
- AE/I/15bis/1/1 à 6 - Boîte de plomb à âme de bois ayant contenu les parchemins relatifs à l'inauguration de la statue d'Henri IV au Pont-Neuf et les documents sur parchemin.
- AE/I/15bis/2/1 à 2 - Boîte de plomb à âme de bois ayant contenu les Économies royales de Maximilien de Béthune, duc de Sully, 2 volumes in-folio reliés par Simier, relieur du roi, veau rouge et dorures, armes de France.
- AE/I/15bis/3/1 à 2 - Boîte de plomb à âme de bois ayant contenu La Henriade de Voltaire, exemplaire sur vélin relié par René Simier, était en maroquin bleu, "avec dentelles, compartimens et armes de France". La reliure a disparu, soit par décomposition, soit par agglutination avec un des pans de la boîte en bois[9].
- AE/I/15bis/4/1 à 3 - Boîte de plomb à âme de bois ayant contenu Histoire du roi Henri le Grand, par Hardouin de Péréfixe, Renouard, Paris, 1816, un volume in octavo relié par Simier, relieur du roi, en maroquin vert, avec dentelle et tranche dorée. Volume en très bon état de conservation, reliure de très belle exécution[10],[11] et vingt-six médailles (argent, bronze et platine).
- AE/I/15bis/5/1 à 5 - quatre boîtes cylindriques (étain ou bois) et un rouleau de parchemin.

L'édifice est classé au titre des monuments historiques en 1992.

Vues anciennes
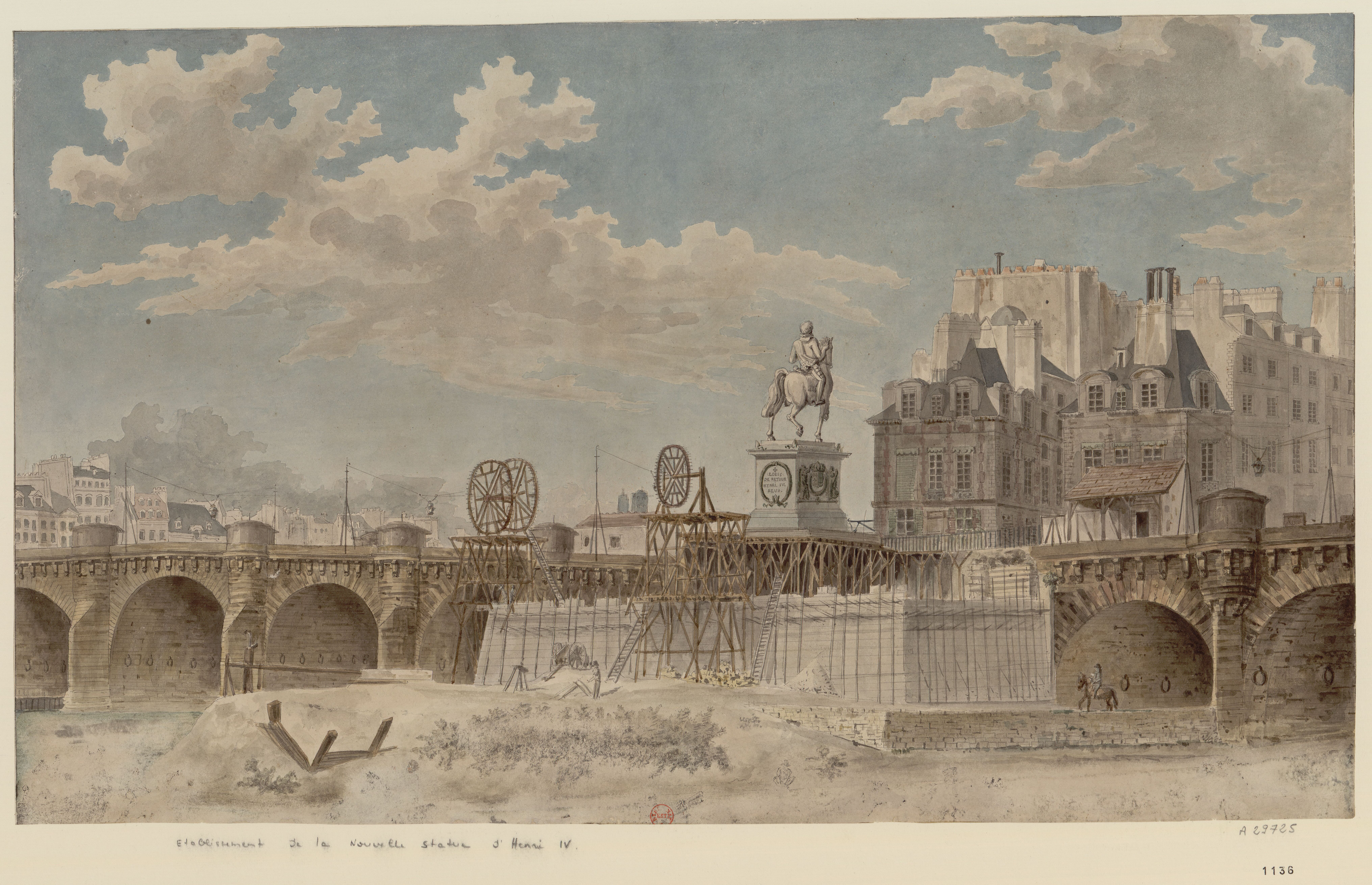
Établissement de la nouvelle statue de Henri IV, dessin publié en 1818.
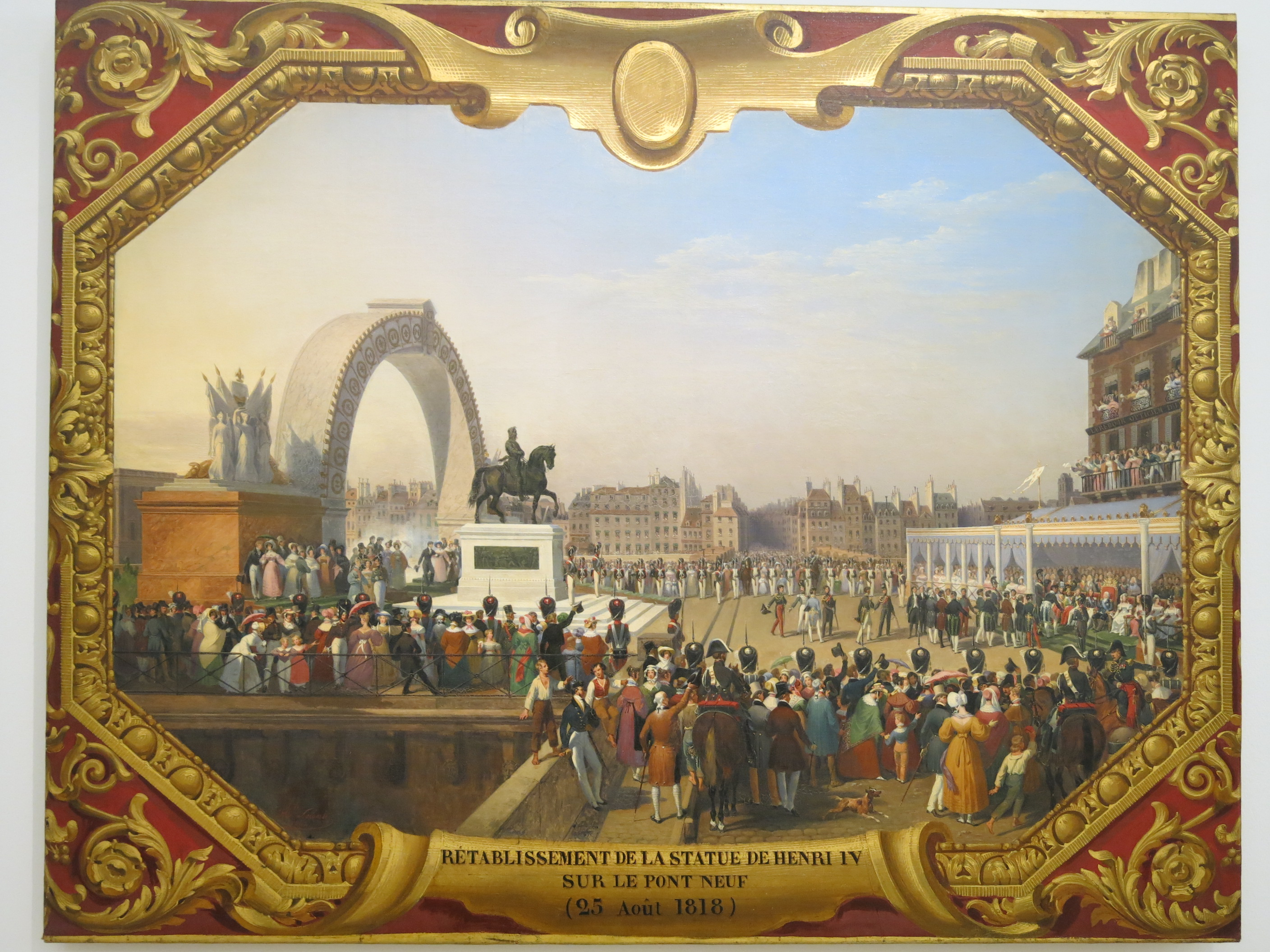
Inauguration de la statue d'Henri IV sur le Pont-Neuf (25 août 1818), tableau d'Hippolyte Lecomte[12].

## Anecdote
C'est peut-être au pied de la statue d'Henri IV qu'a été prise la première photographie d'un être humain. En effet, le daguerréotype (7,2 × 10 cm) du Pont-Neuf par Daguerre et Fordos, conservé au musée des Arts et Métiers, qui montre dans sa partie inférieure l’image de deux personnes allongées (peut-être des ouvriers chargés de l’entretien de la statue) semble avoir été réalisé au cours de l’été 1837 (compte tenu du feuillage des arbres). Cette photo serait donc antérieure à la photo de Daguerre du boulevard du Temple avec le cireur de chaussures.

## Galerie

Vues actuelles
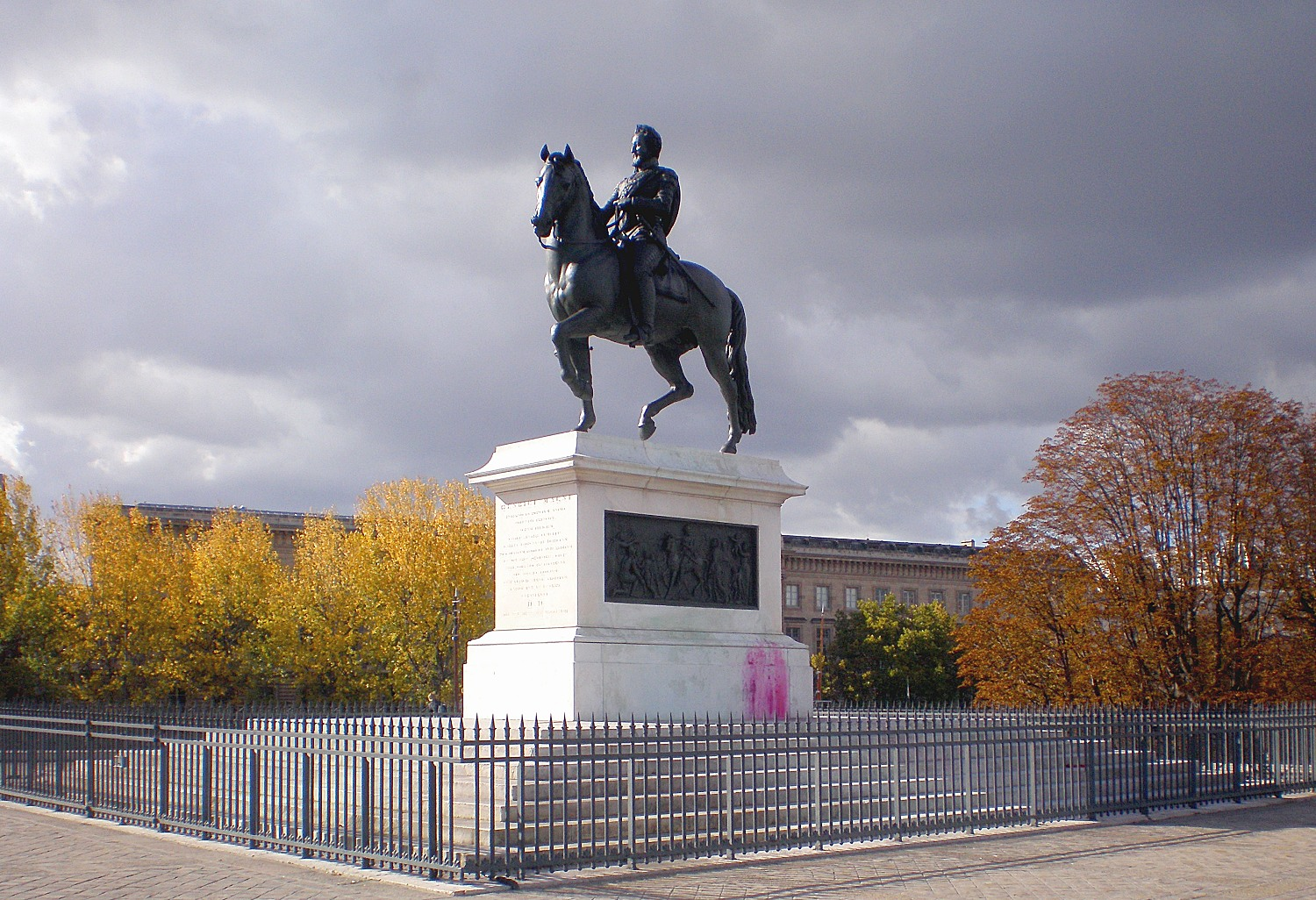
Vue d'ensemble de la statue.
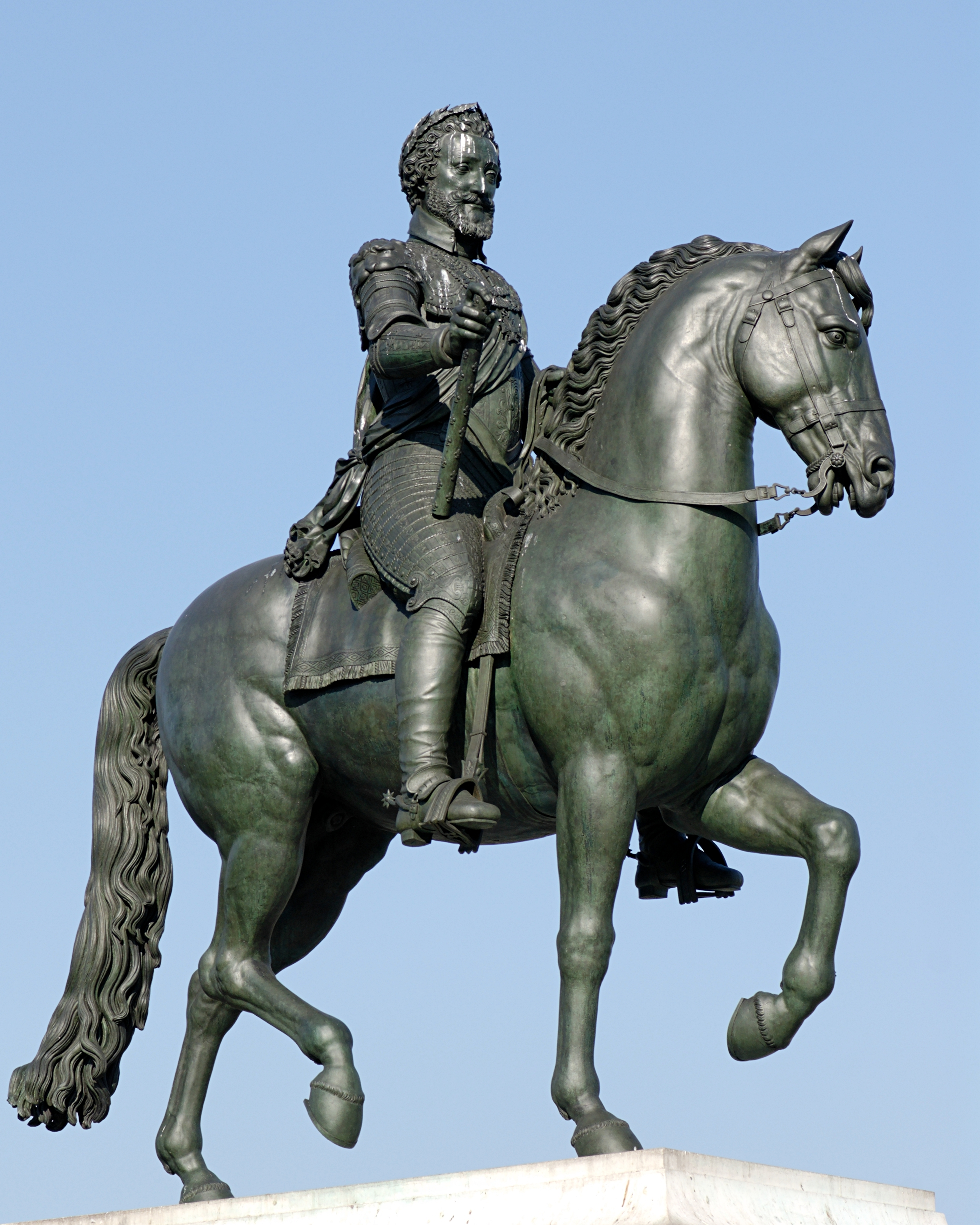
Détail de la statue.
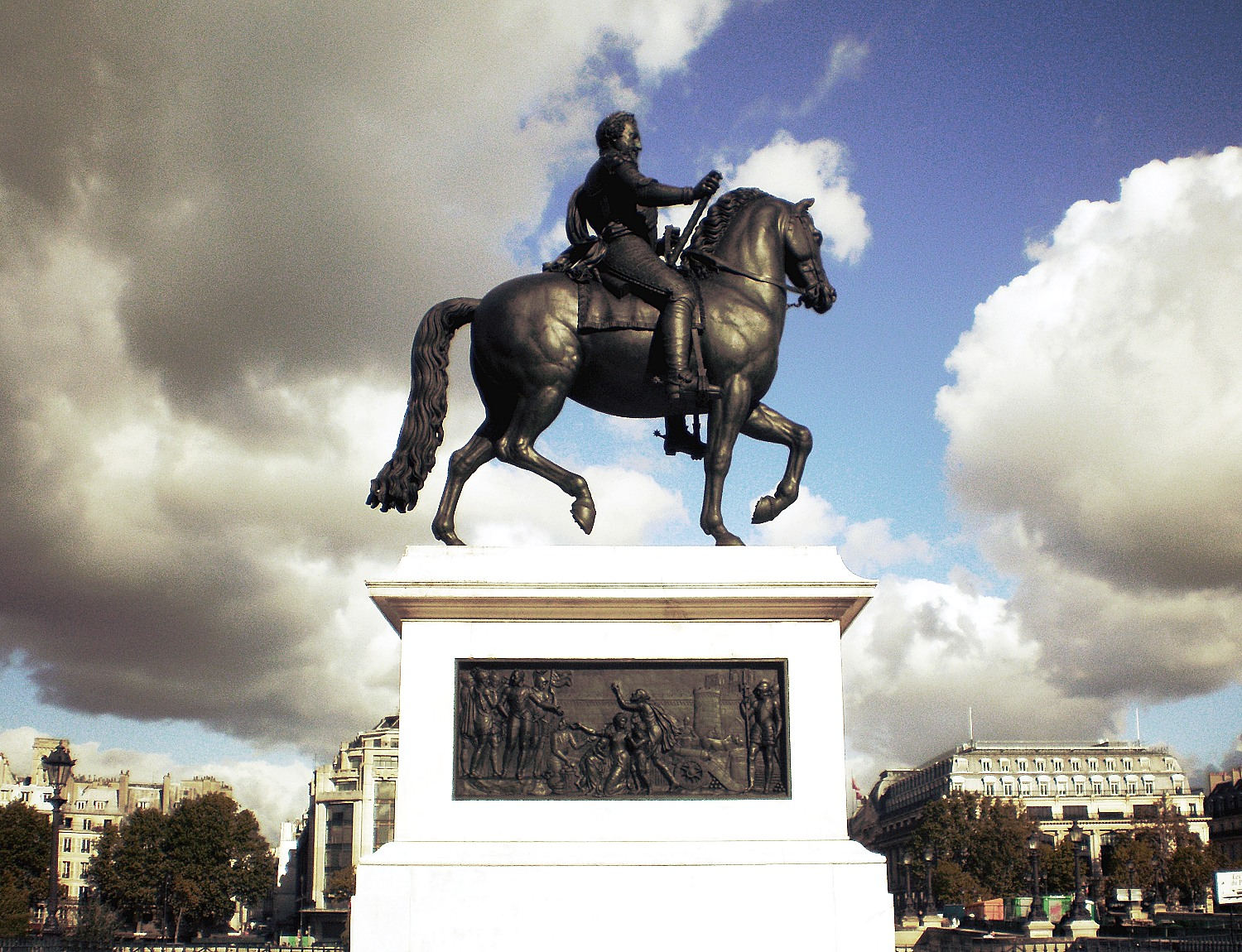
La statue avec en arrière-plan les bâtiments du quai du Louvre et du quai de la Mégisserie.
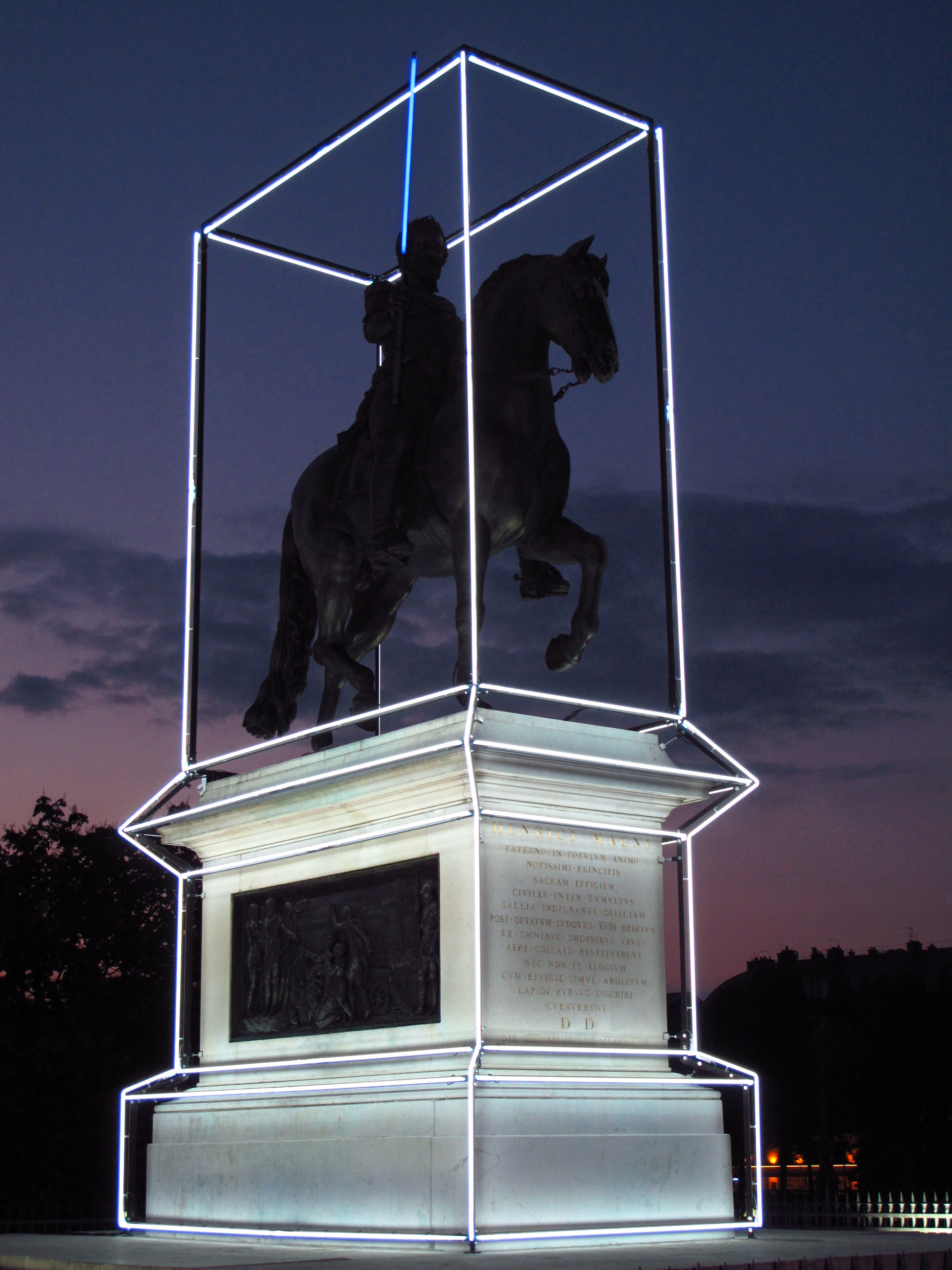
La statue décorée par Jean-Charles de Castelbajac, pour les 400 ans de la mort du roi.